# Symphonicities
Symphonicities é o décimo álbum de estúdio de Sting, lançado a 13 de julho de 2010.

## Faixas
Todas as faixas por Sting.
1. "Next to You" – 2:30
2. "Englishman in New York" – 4:23
3. "Every Little Thing She Does Is Magic" – 4:56
4. "I Hung My Head" – 5:31
5. "You Will Be My Ain True Love" – 3:44
6. "Roxanne" – 3:37
7. "When We Dance" – 5:26
8. "The End of the Game" – 6:07
9. "I Burn for You" – 4:03
10. "We Work the Black Seam" – 7:17
11. "She's Too Good for Me" – 3:03
12. "The Pirate's Bride" – 5:02

## Paradas Musicais
| Parada                               | Posições |
| ------------------------------------ | -------- |
| Portugal - Top 50 Nacional Português | 1        |

### Semanais
| Parada Musical (2010)   | Posição |
| ----------------------- | ------- |
| Australian Albums Chart | 24      |
| European Top 100 Albums | 30      |
| German Albums Chart     | 7       |
| Hungarian Albums Chart  | 5       |
| Italian Albums Chart    | 4       |
| Polish Albums Chart     | 1       |
| UK Albums Chart         | 30      |
| U.S. Billboard 200      | 6       |